# Svein Nyhus
Svein Nyhus, né le 23 janvier 1962 à Tønsberg en Norvège, est un dessinateur norvégien et un auteur et illustrateur de livres pour enfants.

## Biographie
Il a produit des albums illustrés en coopération avec sa femme, la poétesse Gro Dahle. Son album Papa! a été publié en français en 2005.
En 2023, il est sélectionné pour la cinquième année d'affilée (depuis 2019) pour le prestigieux prix suédois, le Prix commémoratif Astrid-Lindgren.

## Prix et distinctions
- Prix du livre Unni Sands  (1999)
- Prix littéraire Skolebibliotekarforeningens (2000)
- Prix Brage, Livres pour les enfants et la jeunesse (2002)
- Prix littéraire Vestfolds (2007)
- Bokkunstprisen (2010)
- Prix de littérature jeunesse de la critique norvégienne (2014)
- Prix spécial du ministère de la culture (2018)
- 2019 à 2023 :  Sélection pour le Prix commémoratif Astrid-Lindgrendurant cinq années d'affilée[1]